# سهيل (مدينة)
بلدية سُهَيْل (بالإسبانية: Fuengirola فوينخيرولا) هي بلدية تقع في مقاطعة مالقة التابعة لمنطقة أندلوسيا جنوب إسبانيا.

## الديموغرافيا
بلغ عدد سكان بلدية فوينخيرولا 74.054 نسمة عام 2011 (وفقاً للمعهد الوطني الإسباني للإحصاء).
| 41.713 | 46.392 | 53.270 | 62.915 | 65.421 | 71.482 | 74.054 |

## أعلام
- أبو القاسم السهيلي
- خوان فرنسيسكو غارسيا بينيا
- خوان غوميز غونزاليس
- آن بي. سويت
- ليو هود
- جاك هاربر
- بابلو لوبيز
- مانويل فيلاسكيز